# Baseball Club Pesaro
La società sportiva Baseball Club Pesaro nasce nel 1968, a Pesaro.
Attualmente la squadra milita nel campionato di Serie B.

## Cronistoria
- 1968: anno di fondazione
- 1971: vince la Coppa Italia Ragazzi; Medaglia d'Oro ai Giochi della Gioventù
- 1973: la squadra di Sofball è Campione d'Italia di Serie B
- 1977: la squadra di Softball conquista la promozione in A1, quella di Baseball la promozione in serie A
- 1980: entra in serie A Nazionale, conquistando il titolo di campione d'Italia. I tre anni seguenti sono anni esaltanti per la società pesarese
- 1984: per contrasti con la Federazione, la società si ritira da tutti i campionati
- 1985: anno della "rifondazione", si riparte dal campionato di C2
- 1988: vengono disputate a Pesaro, unico caso per una società di serie C, 4 gare del XXX Campionato mondiale di Baseball
- 1996: la squadra di baseball ottiene la promozione alla Serie A2
- 2000: la società decide di ripartire dalla Serie C
- 2005: ottiene la promozione alla Serie A2
- 2010: la squadra milita nella serie B Federale, Girone D
- 2011: la squadra milita nella serie B Federale
- 2012: la squadra milita nella serie B Federale
- 2013: a seguito dell'accordo di franchigia con San Marino partecipa insieme a Fano al campionato di IBL 2D/Serie A Federale, Girone C
- 2017: la squadra milita nella serie B Federale e ottiene la promozione alla Serie A2
- 2018: la squadra partecipa al campionato nazionale di serie A2 ottenendo la salvezza
- 2019: la squadra partecipa al campionato nazionale di serie A2 ottenendo la salvezza
- 2021: la squadra milita nella serie C
- 2022: la squadra partecipa al campionato di serie C
- 2023: la squadra partecipa al campionato di serie C
- 2024: la squadra partecipa al campionato di serie C qualificandosi ai "play-off" come prima del girone "H" e ottenendo la promozione in serie B dopo aver battuto "B.C. Bari Warriors" alle semifinali (2-0) e "ASD Chieti Baseball Club Amatoriale Abruzzo" alla finale (2-0)[1]